# Battaglia di Rocroi
(Alessandro Manzoni, I promessi sposi, capitolo II)
La battaglia di Rocroi fu combattuta il 19 maggio 1643 tra francesi e spagnoli nell'ambito della fase francese della guerra dei trent'anni (Guerra franco-spagnola dal 1635 al 1659).
L'esito fu un'importante vittoria dei francesi, guidati dal giovane duca d'Enghien, ovvero Luigi II di Borbone-Condé detto poi Grand Condé. La battaglia di Rocroi pose fine alla supremazia militare spagnola e inaugurò un lungo periodo di predominio militare francese, anche se non pose fine alla guerra, che continuò fino alla vittoria definitiva dei Francesi nella battaglia delle Dune (1658). Il trattato dei Pirenei, che nel 1659 proclamò la fine delle ostilità, confermò la realtà dei fatti evidenziati a Rocroi.

## Mosse precedenti e schieramenti
L'armata asburgica, di circa 27000 uomini, avanzò nel 1643 dalle Fiandre attraverso le Ardenne, giungendo nella Francia settentrionale, dove cominciò l'assedio alla piazzaforte di Rocroi, per distogliere forze francesi dalle offensive in Franca Contea e Catalogna. Tuttavia, gli spagnoli, al comando di Francisco de Melo, non furono in grado di bloccare la strada che conduceva alla fortezza, che era fiancheggiata a destra da una foresta e a sinistra da una zona paludosa. Proprio in questo varco il duca d'Enghien decise di disporre i suoi 24000 uomini, in disaccordo con le consuetudini del tempo che ritenevano preferibile combattere in terreno aperto.
Entrambe le armate si disposero con le truppe di fanteria al centro, e due ali di cavalleria. Il duca in persona, coadiuvato da Jean de Gassion comandava l'ala destra di cavalleria, mentre l'ala sinistra, formata da cavalieri meno addestrati, era agli ordini di L'Hopital. Per gli spagnoli, l'ala destra era al comando del generale Isemburg, quella sinistra del marchese d'Albuquerque.
Grande era la differenza nello schieramento tattico delle fanterie: i francesi adottarono lo schieramento lineare introdotto da olandesi e svedesi, mentre le truppe spagnole si schierarono nei tradizionali tercio che sempre avevano assicurato loro la vittoria. Nonostante la formazione lineare si fosse provata vincente alla battaglia di Breitenfeld del 1631, l'esercito spagnolo era formato dai veterani dell'esercito delle Fiandre, superiori complessivamente alle più inesperte truppe francesi.

## Svolgimento della battaglia
Fin dall'inizio l'iniziativa fu dalla parte dei francesi, che dovevano evitare il sopraggiungere di circa 6000 uomini di rinforzo agli imperiali, e che quindi puntavano su una rapida decisione dello scontro. Dopo un breve e inconcludente scambio di artiglieria, i francesi attaccarono su tutto il fronte, ma solo l'ala destra di cavalleria ebbe successo, scacciando dal campo la cavalleria di Albuquerque che, armata prevalentemente di pistole, non riuscì a far fronte alla carica all'arma bianca; al centro, la fanteria francese era stata respinta, mentre sul lato sinistro il generale Isemburg passò al contrattacco ricacciando decisamente i francesi che si salvarono solo per la protezione offerta dalla presenza della palude.

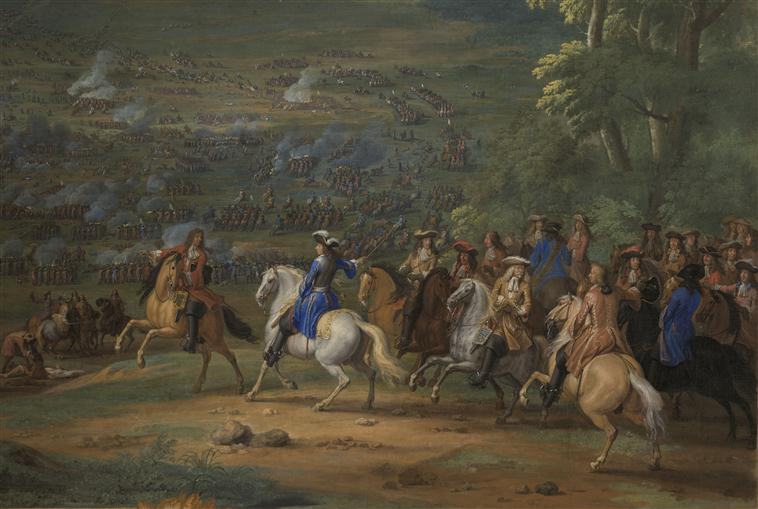
Il Duca di Enghien, poi Principe di Borbone-Condé, alla Battaglia di Rocroi.

A questo punto il duca d'Enghien ordinò che la vittoriosa cavalleria dell'ala destra, invece di attaccare il fianco sinistro esposto della fanteria spagnola come di consueto, operasse una lunga marcia sul campo, dietro le truppe spagnole, per piombare sul retro delle truppe di Isemburg sul lato opposto. La manovra riuscì alla perfezione e ad Isemburg, colto di sorpresa, non rimase che ritirarsi precipitosamente dal campo.
Una volta scacciata la cavalleria spagnola, solo i tercio rimanevano ad affrontare l'intero esercito francese; tuttavia, dimostrando la saldezza e il valore dei veterani, i fanti spagnoli resistettero tenacemente a due attacchi portati dai francesi. D'Enghien decise quindi, per evitare ulteriori perdite nelle proprie file, di portare avanti la propria artiglieria che, insieme ai pezzi catturati precedentemente agli spagnoli, cominciò a falcidiare i densi tercio da breve distanza.
Gli spagnoli, sottoposti a spaventose perdite, decisero quindi di arrendersi, ma quando il duca e i suoi ufficiali avanzarono per accettare la resa, tale movimento venne scambiato per un attacco nemico e venne aperto il fuoco; d'Enghien, infuriato, decise di lanciare un feroce assalto, che, rompendo le formazioni spagnole, mise definitivamente fine allo scontro.

## Conseguenze
La battaglia di Rocroi ebbe grandi effetti sull'andamento del conflitto. Per la prima volta in un secolo, un'armata spagnola era stata sconfitta in battaglia. La Spagna, nonostante fosse riuscita successivamente a ricostituire l'esercito delle Fiandre, non poté rimpiazzare i veterani perduti, e non poté più portare offensive contro la Francia dai domini delle Fiandre. I francesi, d'altra parte, poterono concentrare i loro sforzi nel teatro tedesco e in quello spagnolo, fornendo un più valido appoggio alle forze svedesi e protestanti che operavano contro l'imperatore. Con gli sforzi combinati di Francia e Svezia, la guerra dei trent'anni sarebbe terminata nel 1648 con la sconfitta imperiale, mentre la Spagna capitolò nel 1659. Necessario comunque precisare che la vittoria fu assolutamente parziale e dolorosa.